# 金令胤
金令胤（7世纪—684年），朝鲜半岛新罗国沙梁人，級湌盤屈之子。
祖父金欽純角干，真平王時爲花郞，仁信深厚，很得衆心。长大后，文武王任命他为冢宰，事奉国王以忠，治理百姓民恕，國人都稱他爲賢相。武烈王七年（660年），唐高宗命大將軍蘇定方伐百濟，金欽純受命，與將軍金庾信等，率精兵五萬相應。七月，至黃山之原，与百濟將軍階伯交戰，不胜。金欽純召儿子盤屈说：“爲臣莫若忠，爲子莫若孝，見危致命，忠孝兩全。”盤屈答应了。于是入敌陣，力戰而死。
金令胤生長世家，以名節自許。神文王時，高句麗悉伏率领殘兵在報德城叛乱。神文王命将討伐，以金令胤爲黃衿誓幢步騎監。將要走时，他对人说：“我这次出战，不使宗族朋友，听说我的惡名。”見到悉伏，出椵岑城南七里，严阵以待。有人对他说：“现在这凶黨，譬如燕子筑巢幕上，魚戱于鼎中。出萬死来爭一日之命。古语说窮寇穷寇莫追。应该等待他们废除疲惫时攻擊，可兵不血刃擒获。”諸將同意，暫退，只有金令胤不肯而想要出戰。随從对他说：“现在諸將豈是偸生惜死之輩。就是认为刚才的话说得对，等到机会得便出击。你獨自向前，是不可以的。”金令胤说：”臨陣無勇，禮經所誡，有進無退，士卒本分。大丈夫臨事自決，为什么要從衆。”于是赴敵陣，格鬪而死。神文王听说後哭着说：“父子都是義烈可嘉之人。”追贈爵賞非常丰厚。